# Fluch des Pharao

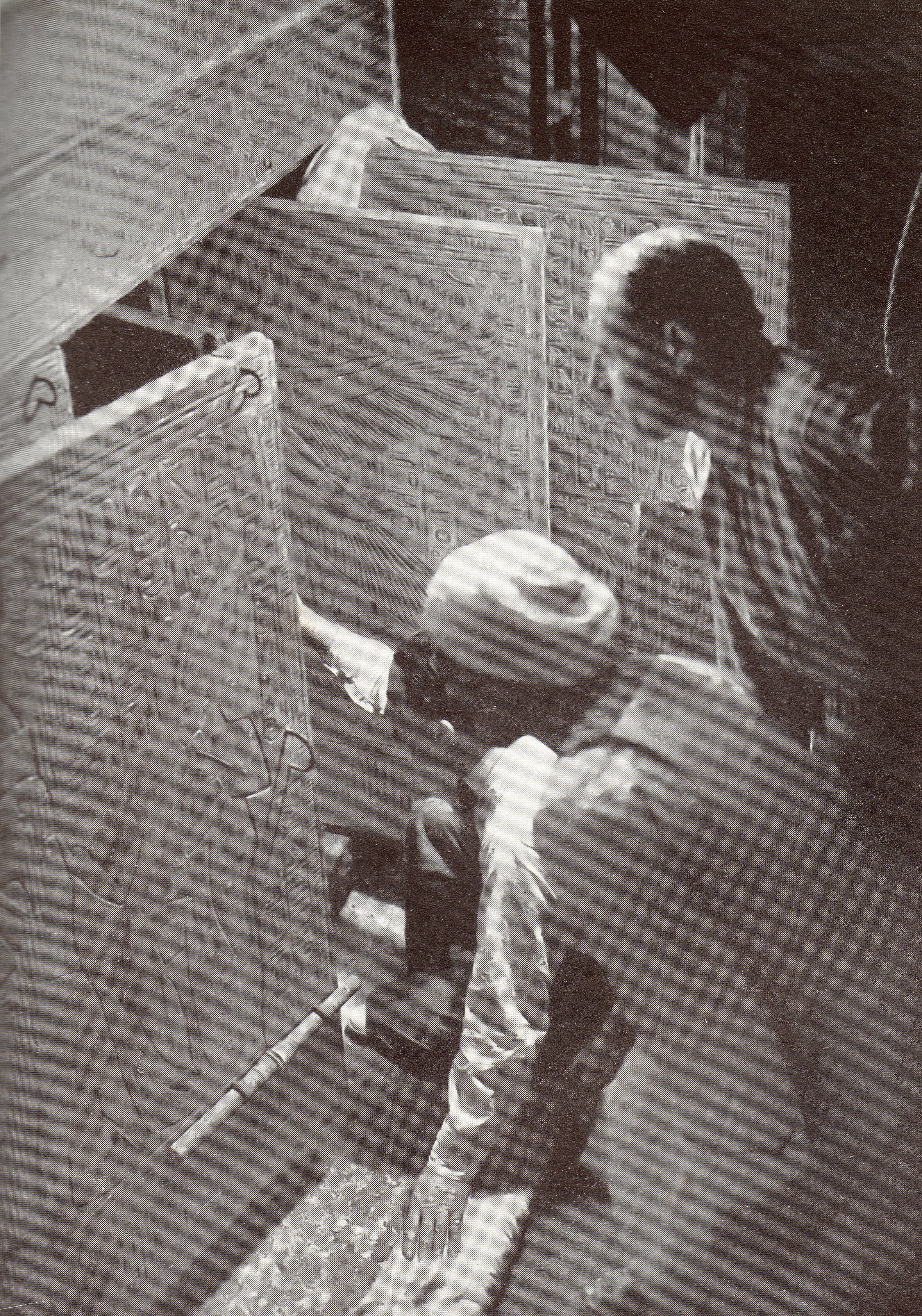
Howard Carter blickt am rechten Türflügel des innersten Schreins vorbei auf den Quarzit-Sarkophag Tutanchamuns. Hinter ihm ein ägyptischer Vorarbeiter und Arthur R. Callender.

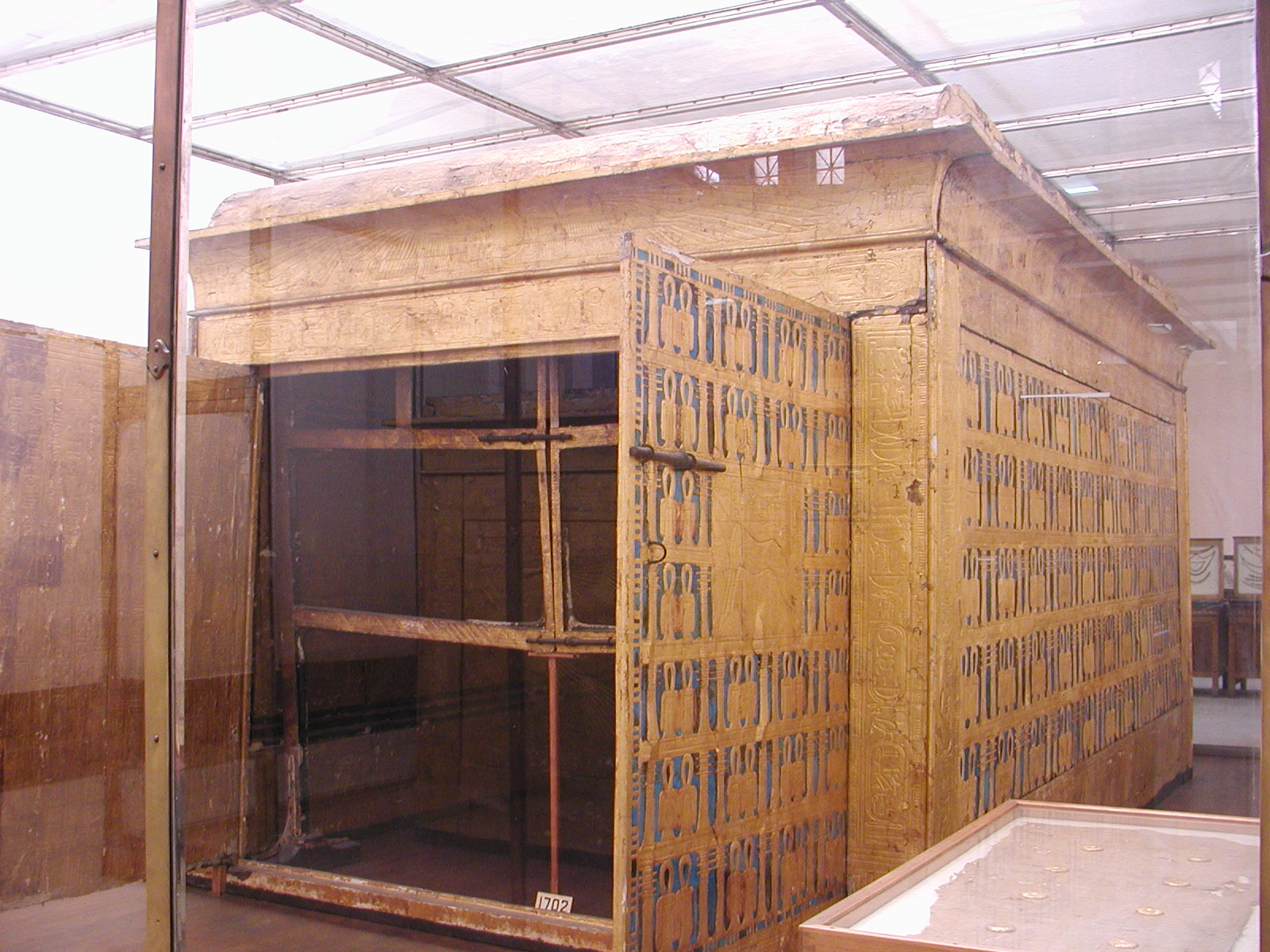
Der äußere der vier vergoldeten Schreine, Ägyptisches Museum, Kairo

Der Fluch des Pharao bezeichnet die Vorstellung, dass die altägyptischen Könige (Pharaonen) ihre Gräber mit magischen Sprüchen gegen Eindringlinge geschützt hätten. Dieser Fluch wird vorwiegend mit Todesfällen in Verbindung gebracht, die sich in den Jahren nach der Öffnung des Grabes des Tutanchamun (KV62) im Tal der Könige durch Howard Carter im Jahre 1922 ereigneten. Eine weitere Bezeichnung ist deshalb auch der Fluch des Tutanchamun. Anderen Gräbern in und außerhalb Ägyptens werden ebenfalls Flüche zugeschrieben, wenn die Grabesruhe eines Verstorbenen gestört wird.
Ihren Ursprung hat die Legende um den „Fluch des Pharao“ in den 1820er Jahren. Zu dieser Zeit fand nahe dem Londoner Piccadilly Circus eine bizarre Theateraufführung statt, in der Mumien ausgewickelt wurden (vgl. auch Mumien-Partys).
Es wird vermutet, dass die Schriftstellerin Jane C. Loudon dadurch zu ihrem Buch The Mummy!: Or a Tale of the Twenty-Second Century inspiriert wurde. Weitere Erzählungen um Mumien, darunter eine von Arthur Conan Doyle, folgten und gingen so der Entdeckung des Grabes voraus.
Die Geschichte um den „Fluch des Pharao“ findet zur Zeit der Entdeckung des Grabes des Tutanchamun im Tal der Könige und seiner Entstehung in der zeitgenössischen Berichterstattung der Tageszeitungen ein großes Medienecho, das auch in den folgenden Jahrzehnten in Literatur und Film unterschiedlich thematisiert wurde. Die Wirksamkeit oder Existenz eines derartigen Fluches im Zusammenhang mit der Öffnung des Grabes des jungen Königs oder anderen Gräbern ist nicht nachgewiesen. Der bis in unsere Zeit andauernde Glaube an den „Fluch des Tutanchamun“ beruht auf Aberglaube, Gerüchten, Fehlinterpretationen und Unverständnis alter ägyptischer Texte und ist die Auslegung verschiedener Ereignisse durch Journalisten oder Buchautoren.
Im Gegensatz zur Betrachtung als Magie bezieht sich der „Fluch des Pharao“ in den Darstellungen der Medien, über Jahre hinweg, offenbar alternativ nur auf die scheinbare Häufung von Todesfällen und den Versuchen, diese naturwissenschaftlich/medizinisch zu erklären, wie etwa durch giftige oder strahlende Substanzen oder durch Krankheitserreger (Schimmel), die vielleicht sogar absichtlich zum Schutz des Grabs eingesetzt worden sein sollen. Auch mit diesen Deutungen wird die Existenz des „Fluchs“ bezweifelt.
Schließlich gibt es noch die scherzhaft abgewandelte Bedeutung vom „Fluch des Pharao“ als Reisediarrhoe (Reisedurchfall), eine tatsächlich häufige Darmerkrankung.

## Grabflüche im Alten Ägypten

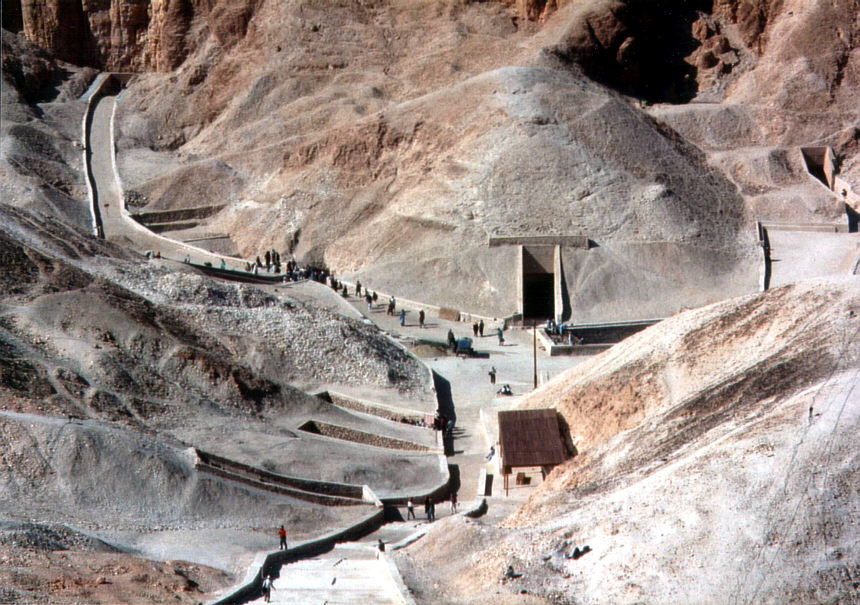
Halbtotale des Tals der Könige

Grabflüche und Todeswünsche sind zwar für das Alte Ägypten belegt, jedoch in allen Epochen selten. So gibt es Beispiele in Gräbern, die Drohungen enthalten, um Respekt für die Toten zu erlangen. Wissenschaftler, die sich eingehend mit Grabflüchen beschäftigt haben, weisen aber darauf hin, dass sich die Flüche vorwiegend ausdrücklich an Bedienstete der Nekropolen richteten. Diese waren tagtäglich der Versuchung ausgesetzt, sich Grabbeigaben anzueignen oder sich von Grabräubern bestechen zu lassen. Andere Grabflüche wiederum sollten bei Vernachlässigung des Totenkults oder des Gedächtnisses an den Verstorbenen greifen. In ihnen werden sowohl irdische als auch jenseitige Strafen beschworen. Aus der 5. Dynastie stammt die vielleicht älteste Warnung des Alten Reiches, in der es heißt:

„Der große Gott wird über all jene richten, die dieses Grab zu ihrer eigenen Begräbnisstätte machen oder ihm Böses zufügen.“

In der 13. Dynastie hatte anscheinend eine Person namens Teti einen Teil der Grabbeigaben veruntreut und wurde dafür von den Priestern streng bestraft:

„Verweist ihn des Tempels, enthebt ihn seines Amtes, ihn und den Sohn seines Sohnes und den Erben seines Erben. Auf Erden sei er ausgestoßen; sein Brot, seine Nahrung, sein geweihtes Fleisch seien ihm genommen. In diesem Tempel soll nichts an seinen Namen erinnern. Ausgelöscht seien seine Schriften im Tempel des Fruchtbarkeitsgottes Min, in der Schatzkammer und in jedem anderen Buch.“

Die Flüche betrafen sowohl die „Leibessphäre“ einer Person, also die eigene körperliche Existenz, als auch die „Sozialsphäre“, hier insbesondere den Namen und das soziale Umfeld, wie die Familie. Derartige Inschriften mit Verfluchungen richteten sich gegen potenzielle Grabräuber und hatten die vollständige Auslöschung einer Person zum Ziel: Im Jenseits (dem Weiterleben nach dem Tode) wie im Diesseits (dem Andenken des Verstorbenen).

## Entdeckung des Grabes
Die Grabstätte Tutanchamuns ist eines der Gräber im Tal der Könige, dem antiken Theben am Westufer des Nils. In der ägyptologischen Nomenklatur der Fundstätten im Tal der Könige wird Tutanchamuns Grab als KV62 bezeichnet. Es besteht aus vier Kammern: Vorkammer, Seitenkammer (Annex), Grabkammer und Schatzkammer.
Die Ausgrabung leitete der Archäologe Howard Carter im Auftrag des britischen Aristokraten Lord Carnarvon. Aus finanziellen Gründen sollte dies die letzte von Carnarvon geförderte Grabung und Zusammenarbeit mit Carter sein.
Am 4. November 1922 entdeckte Carter den oberirdischen Zugang zum Grab: Eine abwärts führende und mit Schutt verfüllte Treppe. Einen Tag später wurde an deren Ende der obere Teil einer Tür mit Siegelabdrücken der Totenstadt freigelegt. Carter schuf eine kleine Öffnung und sah einen weiteren mit Geröll gefüllten Gang. In der Annahme, das unberührte Grab einer bedeutenden Persönlichkeit oder einen ähnlich wertvollen Fund vor sich zu haben, telegrafierte er dem in England weilenden Lord Carnarvon. Die zuvor freigelegten Stufen ließ er bis zur Ankunft Carnarvons wieder mit Geröll auffüllen. Zum 7. November notierte Howard Carter in seinem Tagebuch:

“The news of the discovery spread fast all over the country, and inquisitive enquiries mingled with congratulations from this moment became the daily programme.”

„Die Nachricht von der Entdeckung verbreitete sich über das ganze Land, und von diesem Augenblick an wurden aufdringliche Fragereien, vermischt mit Gratulationen, das tägliche Programm.“

Lord Carnarvon traf am 23. November in Luxor ein, am folgenden Tag seine Tochter, Lady Evelyn, die einen Vogel mitbrachte. Wichtigster Mitarbeiter Carters war Arthur R. Callender. In Anwesenheit des Generalinspektors der damaligen Altertümerverwaltung (heute SCA), Reginald Engelbach, und von ihm mitgebrachten Privatpersonen wurde die Treppe am 24. November bis zu dem mit Siegeln versehenen Eingang wieder freigelegt.

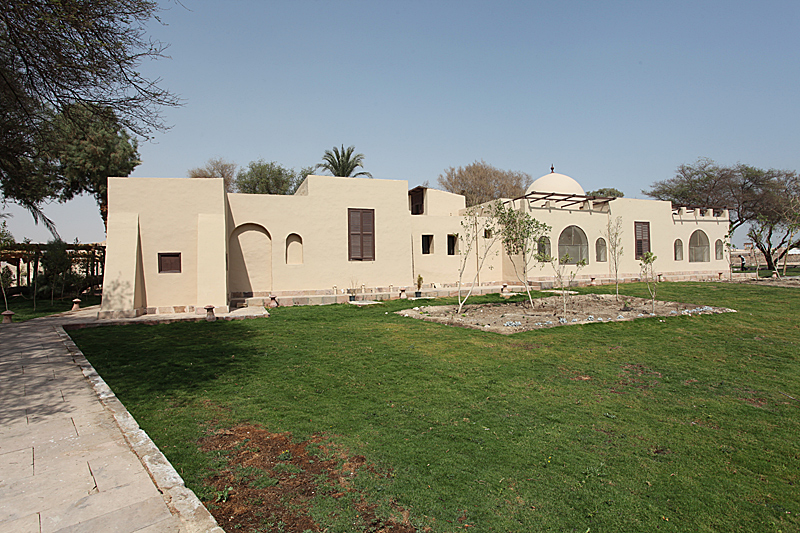
Carters Wohnsitz am Eingang des Tals der Könige
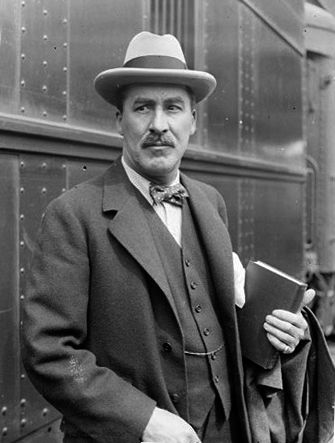
Howard Carter (1924)
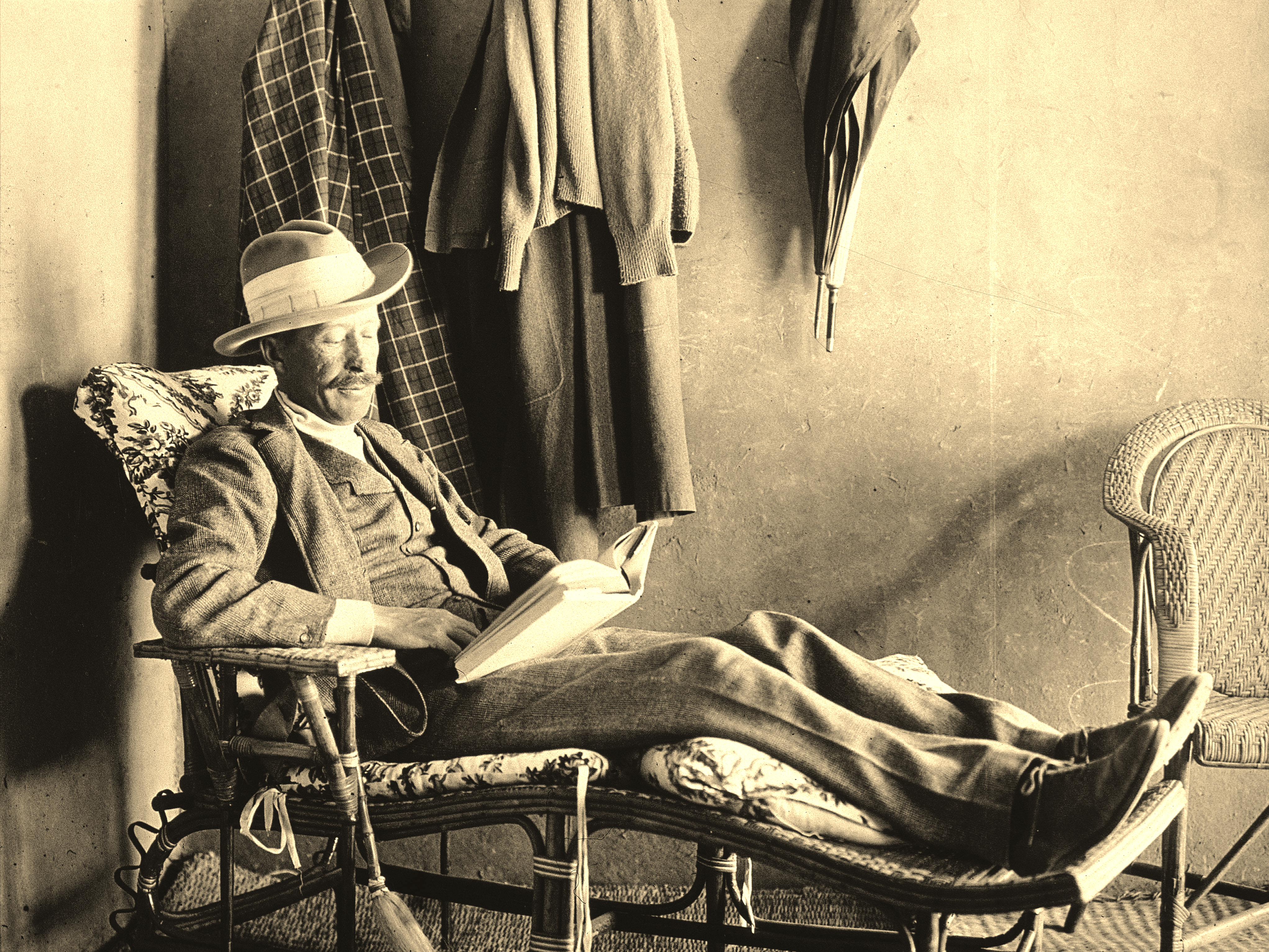
George Herbert, 5. Earl of Carnarvon, auf der Veranda von Carters Wohnsitz in Theben
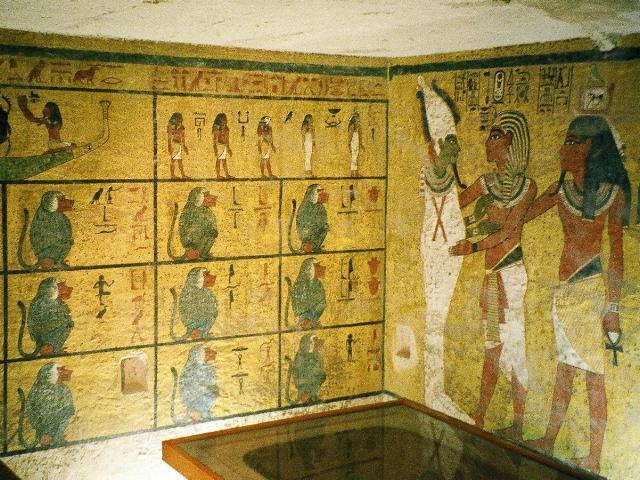
Wanddekoration der Grabkammer (Blick auf die West- und Nordwand)

### Erste Freilegungen und Publikumstermine

Grundriss von KV62. Links oben die Grabkammer (2) mit dem Sarkophag, daneben die „Schatzkammer“. Darunter die „Vorkammer“ (4), an die linksseitig eine „Seitenkammer“ und rechts ein Korridor (8) anschließen. Die Treppe (10) führt zur Felsoberfläche und endet in einem versiegelten Eingang (9).

Der versiegelte Eingang wurde am 25. November geöffnet, der anschließende Gang bis zu einer weiteren Tür mit Siegeln war bis zum Nachmittag des nächsten Tages in Anwesenheit von Lord Carnarvon und seiner Tochter freigelegt. Am 27. November drang man in den nächsten Raum vor: die sogenannte „Vorkammer“ (Antechamber). Hier wurde eine Vielzahl an Objekten, darunter zwei lebensgroße Wächterstatuen, Möbelstücke und Vasen, in einem heillosen Durcheinander vorgefunden, die in den nächsten Wochen katalogisiert und abtransportiert werden mussten. Nachmittags stieß ein Vertreter Engelbachs hinzu, der selbst erst am 28. November eintraf.
Am 29. November fand eine „offizielle“ Graböffnung in Anwesenheit bedeutender Persönlichkeiten der Umgebung statt, nachmittags wurde ein Bericht an die Londoner Times per Laufbote abgeschickt. Weitere Besucher mussten am folgenden Tag wegen des Zustands der Vorkammer abgewiesen werden.
Von Dezember 1922 bis Januar 1923 waren keine Besucher im Grab und die Forscher konnten ihre Arbeiten fortsetzen. Nur am 22. Dezember 1922 kam es durch die Öffnung des Grabes für die ägyptische und europäische Presse sowie bedeutende Persönlichkeiten zu einer kurzen Unterbrechung.
Am 16. Februar 1923 wurde die eigentliche Grabkammer in Anwesenheit von hochrangigem Publikum, darunter Lord Carnarvon und dessen Tochter, geöffnet. Die Grabkammer war fast vollständig durch einen vergoldeten Holzschrein ausgefüllt, die Wände waren mit religiösen Motiven auf goldfarbenem Hintergrund dekoriert.
Am 18. Februar fand eine weitere „offizielle“ Graböffnung für Besucher statt, unter ihnen die Königin der Belgier, Elisabeth Gabriele Herzogin in Bayern. Am nächsten Tag war die Presse geladen, und an den folgenden Tagen trafen bis zur Grabschließung am 26. Februar 1923 immer weitere Besucher ein.
Am 5. April 1923 starb Lord Carnarvon und die Geschichte um einen „Fluch des Pharao“ nahm ihren Lauf. Die Funde, für die das Grab des Tutanchamun berühmt ist, standen zu diesem Zeitpunkt noch aus: Die vier vergoldeten Schreine, die den äußeren Quarzit-Sarkophag und die Mumie Tutanchamuns enthielten, wurden erst in der nächsten Grabungssaison (1923/1924) geöffnet und abgebaut. Die Arbeit an den ineinander verschachtelten und vergoldeten Holzsärgen und einem Sarg aus reinem Gold erfolgte im Oktober 1925, und die Mumie mit der goldenen Totenmaske wurde gefunden. Die Arbeit an der Schatzkammer begann erst im Oktober 1926.

### Presse und Berichterstattung
Bereits direkt nach der Grabentdeckung kursierten zahlreiche Gerüchte zum Fund. Um dies zu beenden, entschlossen sich Howard Carter und Lord Carnarvon zur „offiziellen“ Graböffnung (oder „Eröffnung“) am 29. November 1922. Außer britischen und ägyptischen Amtspersonen war auch der Kairoer Korrespondent der Londoner Times, Arthur Merton, eingeladen, der später dem Grabungsteam als Presseagent beitrat. Charles Breasted berichtete in Erinnerungen an seinen Vater, den ebenfalls beteiligten Historiker James H. Breasted, Carter hätte eigentlich die ägyptische und ausländische Presse bevorzugt, doch setzte sich Carnarvon zugunsten des „Gentleman“ von der Times durch. So erfolgte die erste exklusive Berichterstattung zur offiziellen Graböffnung am 30. November 1922 durch die Londoner Times. Die Nachrichtenagentur Reuters konnte erst einen Tag später, am 1. Dezember 1922, eine Eilmeldung hierüber bringen. In Deutschland erschien der erste Pressebericht über die Entdeckung des Grabes am 7. Dezember 1922 in der Morgen-Ausgabe der Berliner Vossischen Zeitung. Die sensationellen Meldungen über angebliche Schätze im Wert von mehreren Millionen Pfund Sterling hatten schließlich einen großen Andrang der Weltpresse im Tal der Könige zur Folge.
Der im Laufe der Grabung zunehmende Besucherstrom und die große Anzahl der Journalisten, die mit Informationen aus erster Hand vor Ort versorgt werden wollten, behinderte die archäologische Arbeit mehr und mehr. Gegenüber Sir Alan Gardiner beklagte sich Lord Carnarvon über die Sensationssuche der Medien und die ihn umlagernden Reporter. Einem weiteren Gespräch mit Gardiner folgte schließlich am 9. Januar 1923 der Abschluss eines Exklusivvertrages mit der Londoner Times über 5000 Pfund und drei Viertel des Gewinns an andere Zeitungsverlage. Im Juni 1923 beliefen sich die Einnahmen bereits auf 11600 Pfund Sterling.
Jede erstmalige Berichterstattung zu allen Geschehnissen in und um das Grab KV62 erfolgte durch den Exklusivvertrag ausschließlich in der Londoner Times. Alle anderen Presseagenturen, darunter auch die ägyptischen, erhielten ihre Informationen aus London, bevor sie selbst Meldungen zum Grab veröffentlichen konnten.
Mit fortschreitender Arbeit am Grab nahm deshalb der Unmut der Presseagenturen und Journalisten zu. Manche unterstellten Lord Carnarvon Gewinnsucht. Er hielt entgegen, dass der Vertrag ihn nur zu einem kleinen Teil für seine Finanzierung der Ausgrabung entschädigte.
Die Presse- und Öffentlichkeitsarbeit überforderte Howard Carter zunehmend. Ihn verärgerten vorwiegend die Journalisten, die durch den Vertragsabschluss mit der Times keinen Zutritt zur Grabkammer hatten und die kleinste Neuigkeit zu einem bombastischen Bericht aufbauschten. So wurde beispielsweise aus einer Mitteilung der Times zu einem Unwetter im Tal der Könige: „Panik breitete sich aus / Ernste Sorge, dass morgen unschätzbare Antiquitäten total vernichtet werden.“
Zu den anwesenden Korrespondenten benachteiligter Zeitungen zählte Arthur Weigall, der nun für die Daily Mail schrieb. Vor dem Ersten Weltkrieg war er als Ägyptologe tätig gewesen und hatte das Amt des Generalinspektors der Altertümerverwaltung Oberägyptens von Carter übernommen. Er arbeitete dann als Bühnenbildner und war außerdem als Schriftsteller und Liedtexter im Showgeschäft erfolgreich. T. G. H. James zufolge förderte Weigalls Erscheinen in Luxor beziehungsweise am Grabungsort die feindselige Stimmung zwischen Presseleuten, Archäologen und Carnarvon maßgeblich.

## Entstehung des Fluches

### Okkultismus, Spiritismus und Aberglaube
Ausschlaggebend für das Interesse der Öffentlichkeit am Alten Ägypten waren zahlreiche Artefakte, die außer Landes nach Europa oder Amerika gebracht wurden. Die Entdeckung des Grabes des Tutanchamun im Tal der Könige im Jahr 1922 verstärkte das Interesse. Durch die Öffnung der Grabkammer im Jahr 1923 nahm die bereits entstandene Ägyptomanie weiter zu. Einen guten Nährboden für den Glauben an einen Fluch bereitete zu dieser Zeit das große Interesse an Übersinnlichem, Okkultem sowie der ägyptischen Religion. Spiritistische Sitzungen waren Bestandteil gesellschaftlicher Veranstaltungen. Sogar Lord Carnarvon war Mitglied der Londoner „Spiritistischen Gesellschaft“. So waren zum Beispiel auch die hieroglyphischen Texte und Zaubersprüche durch Champollions Übersetzungen inzwischen zwar jedermann zugänglich, jedoch gab es hierzu keine erläuternden Kommentare. Dies führte zu zahlreichen Missverständnissen und Fehlinterpretationen der Inhalte der ägyptischen Theologie. Hinzu kamen der Unmut und das Unbehagen über die Archäologen, die hier ein Grab öffneten und den Toten offenbar nicht respektierten und das Grab schändeten. In diesem Zusammenhang bestanden Unsicherheiten darüber, ob die Alten Ägypter nicht vielleicht ungeahnte Kräfte besaßen, welche die Toten schützen sollten.

### Die Tontafel
Eine mysteriöse Tontafel, die angeblich bei der Öffnung von Tutanchamuns Grab (KV62) durch Howard Carter gefunden wurde und auf der ein Fluch gestanden haben soll, brachte die Geschichte vom Fluch aufgrund der später folgenden Ereignisse und des allgemeinen Aberglaubens schließlich ins Rollen. Über den Fundort dieser Tontafel in KV62 gibt es unterschiedliche Schilderungen: Zum einen heißt es, sie befand sich zu Füßen der beiden Grabwächterfiguren im Vorraum des Grabes (am Durchgang zur Grabkammer?); ein anderes Mal wurde sie am Grabeingang gefunden (4. November 1922 oder später).
Die Übersetzung der Inschrift der Tafel wurde u. a. Sir Alan Gardiner zugeschrieben. Gardiner traf am 2. Januar 1923 in Luxor ein und untersuchte ab dem folgenden Tag die in der Vorkammer gefundenen Texte. Seine Übersetzung der Inschrift soll gelautet haben:

“Death shall come on swift wings to him that toucheth the tomb of the pharaoh.”

Übersetzt:

„Der Tod wird auf schnellen Schwingen zu demjenigen kommen, der die Ruhe des Pharao stört.“

Etwas abweichend wird auch angegeben:

„Der Tod soll den mit seinen Schwingen erschlagen, der die Ruhe des Pharao stört.“

Danach sei die Tontafel verschwunden und niemand habe sie je wieder gesehen. Anderen Autoren zufolge hat die Tafel hingegen nie existiert. Die archäologische Wissenschaft hält sie für eine reine Erfindung, da es keinerlei Fotos hiervon gibt, obwohl die Funde im Grab fotografisch dokumentiert und mit Fundnummern registriert wurden. Auch Howard Carters Aufzeichnungen enthalten keinerlei Notizen zu einer derartigen Tontafel.
Philipp Vandenberg schreibt hierzu ohne Quellenangaben, die Tontafel sei aus Rücksicht auf den Aberglauben der einheimischen Arbeiter aus den Protokollen der Grabung gestrichen worden und seitdem verschollen. Der Fluch tauche zudem ein weiteres Mal in abgewandelter Form auf der Rückseite einer magischen Figur in der Hauptkammer auf: 

„Ich bin es, der den Grabräuber zurückweist mit der Flamme der Wüste. Ich bin es, der das Grab des Tut-ench-Amun schützt.“

Wortwahl und Formulierung sind im Vergleich zu anderen ägyptischen Texten, die als Grabflüche anzusehen sind, untypisch und deshalb eher unägyptisch. Das hier gezeichnete Bild des „Todes mit Schwingen“ wäre mit dieser Tontafel zum ersten Mal belegt.

### Weitere Varianten zur Inschrift
Die Tontafel ist das bekannteste Objekt, auf dem der Fluch gestanden haben soll. Weiteren zeitgenössischen Berichten zufolge befand sich die Fluchinschrift auf „anderen“ Gegenständen.
- Eine damalige Zeitung veröffentlichte, der Fluch sei in Hieroglyphen auf der Tür des zweiten Schreins neben einem geflügelten Wesen zu lesen gewesen und habe gelautet: „Wer dieses geheiligte Grab betritt, den werden die Flügel des Todes treffen.“ Allerdings spricht die Inschrift auf diesem Schrein von nichts Derartigem.[4]

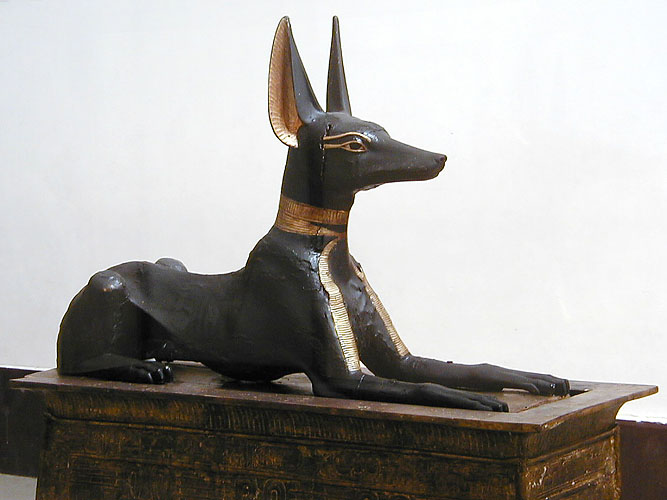
Anubis-Figur aus der Schatzkammer des Grabes

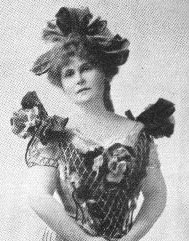
Marie Corelli

- Eine ebenfalls in der Presse veröffentlichte Geschichte ist die eines Magiers, der sich selbst als Archäologe bezeichnete. Ihm zufolge habe sich am Eingang des Grabes ein Stein befunden, in den ein Fluch eingemeißelt war, der lautete: „Die Hand, die sich gegen meinen Bau erhebt, möge verdorren! Diejenigen, die meinen Namen, mein Fundament, mein Abbild und Bilder von mir angreifen, seien der Vernichtung preisgegeben!“ Howard Carter habe diesen Stein an sich genommen und vergraben.[4]
- Ein Reporter griff die Inschrift des Keramiksockels der Kerze vom Anubisschrein auf: „Ich verhindere, dass Sand die geheime Kammer füllt. Ich bin zum Schutze der Toten da.“ Er wollte daraus eine Warnung für das Grabungsteam ablesen und verlieh dem Ganzen mit eigenen Zeilen Nachdruck: „Und ich werde alle töten, die diese Schwelle zum Heiligtum des Königs der Könige übertreten, der lebet in Ewigkeit.“[4]
- Die Zeitschrift P.M. History schreibt in der Ausgabe Oktober 2007 die Worte der Hieroglyphen-Inschrift (ohne Angabe von Quellen) aber auch der Okkultistin Marie Corelli (s. u.) zu.

### Die Ereignisse
Die angebliche Tontafel mit dem Fluch, Aberglaube, die Summe der Ereignisse und die Umstände bei und nach der Graböffnung waren es schließlich, die die Geschichte über den Fluch des Tutanchamun beziehungsweise den Fluch des Pharao entstehen ließen. Die Berichterstattung in der Presse wurde durch das Verdrehen von Tatsachen und Hinzufügen eigener Fantasien der jeweiligen Journalisten aufgebauscht. Die Angaben zu den Ereignissen sind auch in der Literatur, die mehr oder weniger ausführlich über die Geschichten zum Fluch berichtet, sehr unterschiedlich. Die Beschreibungen differieren in den Angaben zu den jeweiligen Personen, die einzelnen Umstände und in den Angaben über den Todeszeitpunkt, die Todesursache und das Alter einzelner Personen. Aber auch noch Jahrzehnte nach der Grabentdeckung wurden manche Todesfälle oder mysteriöse Ereignisse mit dem Grab und dem Fluch in Verbindung gebracht.

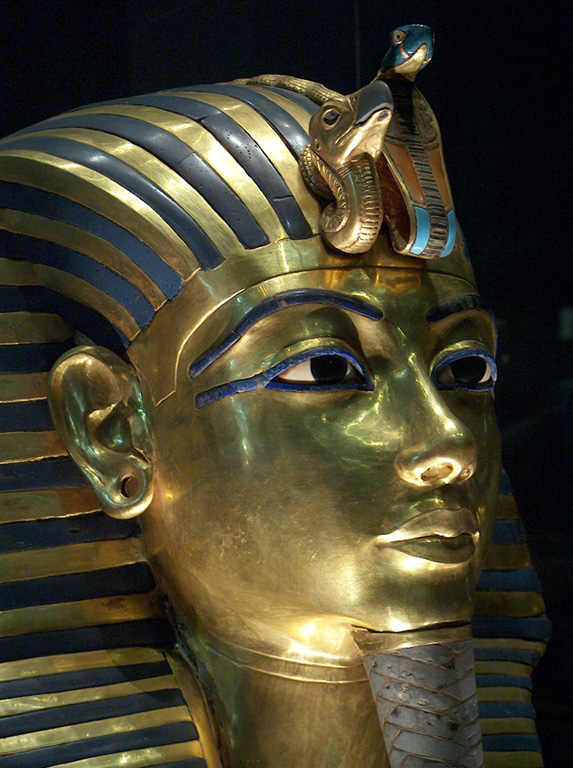
Die Totenmaske des Tutanchamun mit den Kronengöttinnen Wadjet für Unterägypten (dargestellt durch eine sich aufreckende Kobra/Uräusschlange) und Nechbet für Oberägypten (Geierkopf)

- Howard Carters Kanarienvogel soll am Tag der Graböffnung in Carters Haus einer Kobra zum Opfer gefallen sein. Für die Einheimischen erhielt dies eine besondere Bedeutung: Schlangen, insbesondere aber die aufgerichtete Kobra, galten in Gestalt der Uräusschlange als Beschützer des Pharaos. Die Einheimischen sahen im Tod des Vogels ein böses Omen, ein Zeichen der Bestrafung für die Öffnung des Grabes.
  - Diese Variante wird durch einen Bericht der New York Times vom 22. Dezember 1922 von einem Besuch ihres Korrespondenten in der Vorkammer gestützt. Am Abend desselben Tages (27. November 1922), an dem man in diesen Raum mit den beiden Wächterfiguren beim Zugang zur Grabkammer vordrang, sei der Vogel ums Leben gekommen. “Incidentally, the day the tomb was opened and the party found these golden serpents in the crowns of the two statues there was an interesting incident at Carter’s house. He brought a canary with him this year to relieve his loneliness. When the party was dining this night there was a commotion outside on the veranda. The party rushed out and found that a serpent of similar type to that in the crowns had grapped the canary. They killed the serpent, but the canary died, probably from fright. The incident made an impression on the native staff […]”
  - James H. Breasted, dessen Anwesenheit Carter zum 19. und 20. Dezember 1922 notierte,[25] berichtete hingegen, ein Bote, den Carter zu seinem Haus geschickt habe, habe bei seiner Ankunft dort noch den „Todesschrei“ des von der Kobra angegriffenen Vogels vernommen.
  - Thomas Hoving, ehemaliger Direktor des Metropolitan Museum of Art in New York, berichtet, als Carter nach Kairo gefahren sei, um Lord Carnarvon abzuholen (18. bis 22. November 1922),[25] habe Callender allein in Carters Haus gewohnt mit der Aufgabe, sich besonders um den von allen vergötterten Kanarienvogel zu kümmern. Eines Nachmittags hörte ein aufgeregtes Flattern und Piepen, er lief hin und sah, wie eine Kobra in dem Käfig gerade dabei war, den Kanarienvogel samt seinem Heiligenschein herunterzuschlingen.[32]
- Eines Tages im Februar 1923, als Lord Carnarvon das Grab betrat, bemerkte Arthur Weigall scherzhaft einem anderen Reporter gegenüber: „Wenn ich so sehe, in welcher Stimmung er hinuntergeht, gebe ich ihm noch sechs Wochen zu leben.“ Sechs Wochen nach dieser Äußerung war der Lord tot.[33]
- Zwei Wochen vor Lord Carnarvons Tod sprach die Okkultistin und Romanautorin Marie Corelli (Pseudonym für Minnie MacKay) eine Warnung aus: “The most dire punishment follows any rash intruder into a sealed tomb.” (deutsch: „Die fürchterlichste Bestrafung folgt jedem voreiligen Eindringling eines versiegelten Grabes.[9]“)[28] Oder vielmehr handelte es sich nicht um eine explizite Stellungnahme Corellis, sondern um einen fiktiven Brief aus einem Buchmanuskript von ihr, den das Magazin New York World veröffentlichte.[34]

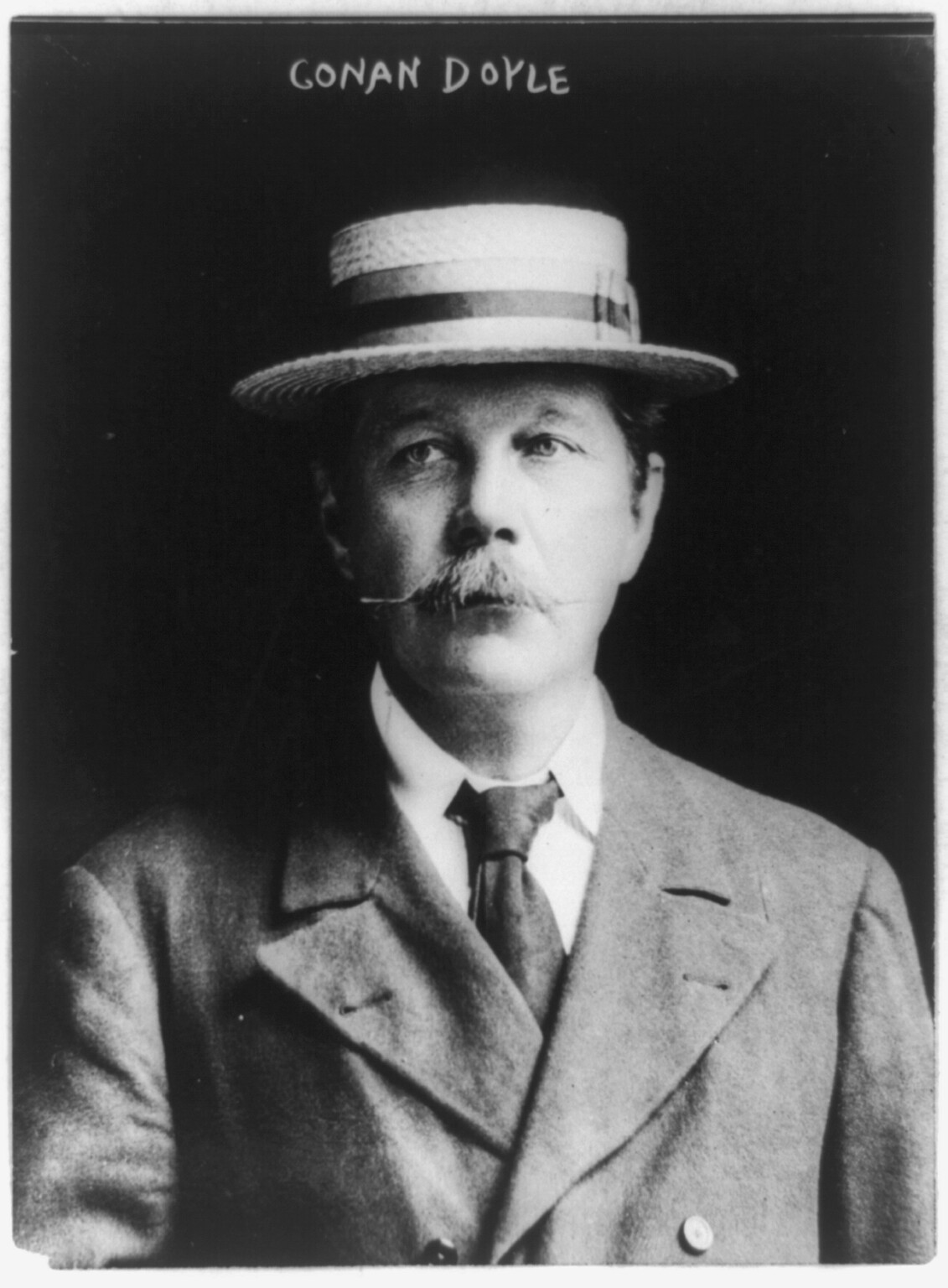
Arthur Conan Doyle 1913

- Zum Zeitpunkt von Lord Carnarvons Tod, etwa um 2:00 Uhr morgens, fiel in ganz Kairo der Strom aus, und in derselben Nacht starb, angeblich zum Todeszeitpunkt Carnarvons, in Highclere Castle dessen Lieblingshund Susie.[35] Danach gewann die Geschichte um den Fluch des Pharao an internationalem Auftrieb. Lord Carnarvon starb zwei Wochen nach Marie Corellis „Warnung“.
- Sir Arthur Conan Doyle, Autor der Sherlock-Holmes-Erzählungen und ein Anhänger des Spiritismus, äußerte sich einen Tag nach Lord Carnarvons Tod in einem Interview zu den Ereignissen. Die Morning Post zitierte ihn mit: „Möglicherweise ist etwas elementar Böses die Ursache von Lord Carnarvons tödlicher Krankheit. Man weiß nicht, welche Geistwesen in jener Zeit existiert haben und in welcher Form sie in Erscheinung getreten sind. Die alten Ägypter hatten wesentlich mehr Kenntnisse über diese Dinge als wir.“[36] Weiter soll Doyle geäußert haben, eine ägyptische Mumie könne „verheerende Strahlen“ aussenden.[21]
- Zudem ließ Arthur Weigall nach Carnarvons Tod die Vorstellung wieder aufleben, von altägyptischen Gräbern gehe ein Unglück aus. Nicholas Reeves zitiert hierzu Rex Engelbach, den damaligen Generalinspektor der Altertümerverwaltung: „Als sich meine Frau und ich bei Weigall beschwerten, erklärte er: Aber sehen Sie nur, wie sich die Öffentlichkeit darauf stürzt!“[37]

Andererseits soll sich das Team wenig Mühe gegeben haben, dem Gerücht des „Fluchs“ zu begegnen, in der Hoffnung, diese Vorstellung schrecke störende beziehungsweise stehlende Besucher ab.

## Todesfälle und außergewöhnliche Ereignisse
Nachdem die zeitgenössische Presse nach Lord Carnarvons Tod den Begriff vom „Fluch des Pharao“ geprägt hatte, wurden jenem Fluch Personen als „Opfer“ zugeschrieben, die in irgendeiner Weise an der Ausgrabung beteiligt oder scheinbar mit Gegenständen aus dem Grab in Berührung gekommen waren sowie das Grab besucht hatten. Sie alle starben angeblich keines natürlichen Todes und unter mehr oder weniger mysteriösen Umständen. Die Reihenfolge, in welcher der Fluch die vermeintlichen Opfer heimsuchte, ist auch in der Literatur nicht immer eindeutig wiedergegeben. Oft fehlen die Angaben des Sterbejahres. Die damalige zeitgenössische Presse vergab für die vermutlichen Opfer sogar Nummerierungen, so dass z. B. Arthur Weigall als 21. Opfer galt, das einem unbekannten Fieber erlegen war. Im Jahr 1939 zählten so auch Howard Carter und die beiden Ausgrabungszeichner des Metropolitan Museum of Art, Lindsley Foote Hall und Walter Hauser, zu den Opfern.
Als „Fluch des Pharao“ wurden im Laufe der Jahre nicht nur Todesfälle von Personen angesehen, die in irgendeiner Verbindung zum Grab des Tutanchamun standen, sondern auch scheinbar unerklärbare Vorfälle, die sich im Hinblick auf das Grab, seine Schätze oder die Mumie ereigneten.

### 1923 bis 1925
Todesfälle 1923:
Mitte März 1923 schnitt sich Lord Carnarvon beim Rasieren versehentlich einen Moskitostich auf. Am 21. März fand Carter ihn in Kairo mit einer Blutvergiftung und einem Erysipel (Wundrose) vor. Am 26. März kam eine Lungenentzündung hinzu, die laut Totenschein zum Tod des – ohnehin seit langem lungenkranken – Lords am 5. April 1923 führte. Er starb im Alter von 56 Jahren. Später kam das Gerücht in Umlauf, die Mumie Tutanchamuns habe an derselben Stelle im Gesicht eine Wunde aufgewiesen.
Der amerikanische Millionär und Freund Lord Carnarvons, George Jay Gould I, besuchte die Grabstätte und erkältete sich dabei. An der daraus entstandenen Lungenentzündung starb er kurze Zeit später an der französischen Riviera. Anderen Berichten zufolge starb er noch am selben Tag bzw. einen Tag später in Ägypten. Gould starb am 16. Mai 1923 im Alter von 59 Jahren in seiner Villa in Frankreich. Der New York Times zufolge kam sein Tod aufgrund einer längeren Erkrankung nicht unerwartet.
Todesfälle 1924:
Gardian La Fleur, Literaturwissenschaftler der McGill University in Kanada, besuchte das Grab und starb zwei Tage danach. Sein Begleiter und Assistent beging Selbstmord durch Erhängen und machte in seinem Abschiedsbrief den Fluch des Pharaos dafür verantwortlich.
Der Röntgenologe Archibald Douglas Reid untersuchte die Mumie Tutanchamuns und brach dabei angeblich zusammen. Er hatte seit mehreren Jahren an Radiodermatitis gelitten und starb später an einer Lungenstauung und einem unbekannten Fieber. Einer anderen Quelle nach starb er noch am Fundort.
Todesfälle 1925:
Der Halbbruder Carnarvons, Oberst Aubrey Herbert, war beim Öffnen des Sarkophags im Oktober 1925 anwesend und starb einige Wochen später an einer Bauchfellentzündung. Anderen Berichten zufolge beging er bedingt durch einen depressiven Anfall Suizid.
Der britische Industrielle Joel Woolf besuchte das Grab und fiel auf der Schiffsreise nach Luxor von Bord und ertrank. Einer anderen Darstellung zufolge fiel er auf der Rückfahrt nach England in tiefe Bewusstlosigkeit und starb.
H. G. Evelyn-White, ein Ägyptologe der Universität Leeds studierte in einem koptischen Mönchskloster ägyptische Papyrus-Rollen. Nach seiner Rückkehr aus Ägypten beging er Selbstmord. Seinem Abschiedsbrief zufolge litt er unter tiefsitzenden Ängsten und glaubte, dass nach dem Studium der Schriftrollen ein Fluch auf ihm liege.

### 1926 bis 1928
1926 starb Georges Bénédite, Chefkonservator der Abteilung für ägyptische Altertümer im Louvre in Paris, angeblich am selben Tag, an dem er das Grab zum ersten Mal betrat. Er hatte nach seinem Besuch des Grabes einen tödlichen Hitzschlag erlitten bzw. erlag einem Schlaganfall. Ein anderer Bericht lautet, dass er an den Folgen eines Sturzes starb, nachdem er das Grab betreten und wieder verlassen hatte.
1928 starb Arthur C. Mace, Konservator des New Yorker Metropolitan-Museums of Art und Howard Carters rechte Hand, angeblich an einer seltsamen Krankheit. Tatsächlich war Mace bereits vor Beginn der Ausgrabung an einer periodisch wiederkehrenden Rippenfellentzündung erkrankt und erlag schließlich dieser Erkrankung. Die Arbeiten im Tal hatte er deswegen bereits 1924 abgebrochen. Er starb im Alter von 53 Jahren.

### 1929 und 1930
Howard Carters Sekretär, Richard Bethell, wurde 1929 im Alter von 35 Jahren tot in seiner Wohnung aufgefunden. Suizid gilt als wahrscheinlich, da er am Vorabend noch bei bester Gesundheit war. Bewiesen werden konnte eine Selbsttötung jedoch nicht. Andererseits heißt es, er sei unter mysteriösen Umständen im Bath Club bzw. an Kreislaufversagen gestorben.
Im selben Jahr infizierte sich Carnarvons Ehefrau Lady Almina durch einen Insektenstich und verstarb kurze Zeit darauf. Auch Carnarvons Freund und Testamentsvollstrecker, John G. Maxwell, verstarb in diesem Jahr.
Ali Fahmy Bey gab sich als ägyptischer Prinz aus und behauptete von sich, in direkter Linie von Tutanchamun abzustammen. Er wurde in seinem Hotelzimmer im Londoner Savoy Hotel ermordet aufgefunden und war offenbar von seiner Ehefrau erschossen worden. Kurze Zeit später beging sein Bruder Selbstmord.

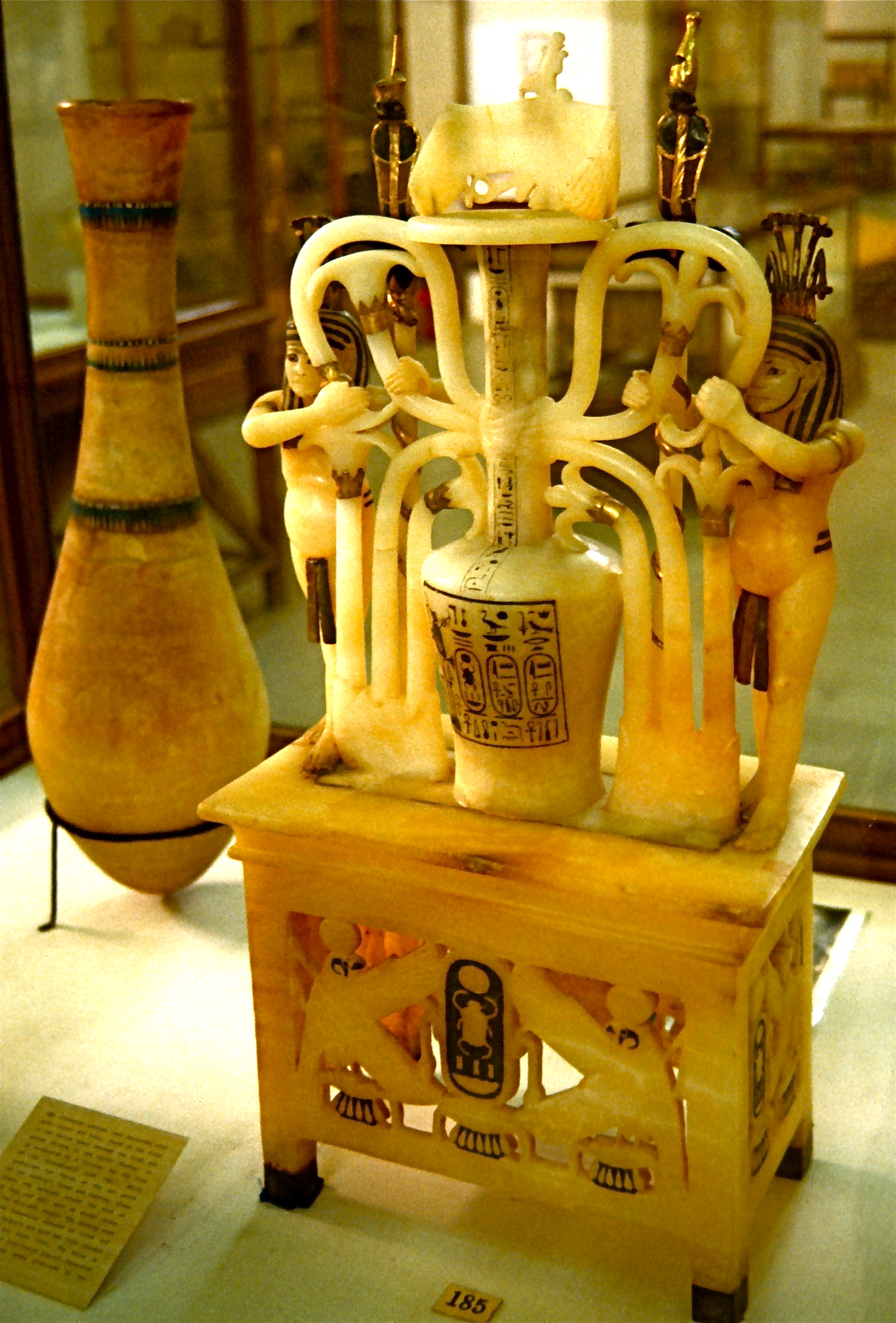
Alabastervase aus dem Grab Tutanchamuns, Ägyptisches Museum Kairo (JE 62058)

Ein Jahr später stürzte sich im Februar 1930 Bethells Vater, der 78-jährige Lord Westbury, aus dem Fenster seines Londoner Domizils. Ob Suizid oder Unfall konnte nie zweifelsfrei geklärt werden. Auf dem Weg zum Friedhof wurde der Leichenwagen in einen Unfall verwickelt und dabei ein Kind getötet. In Westburys Wohnung hätten sich Alabastervasen aus dem Besitz Tutanchamuns befunden und sein Tod wurde so mit dem Fluch in Verbindung gebracht.
Im selben Jahr verstarb Lord Carnarvons Halbbruder, Mervyn Herbert, unerwartet im Alter von 41 Jahren.

### 1966 und 1968
1966 wollte Mohammed Ibrahim, Leiter des Ägyptischen Museums in Kairo, verhindern, dass seine Regierung eine Ausstellung der pharaonischen Schätze in Paris ausrichtete. Er hatte geträumt, er würde zu Beginn dieser Ausstellung bei einem Autounfall sterben. Ibrahim wurde vor seinem Museum in Kairo von einem Auto überfahren und erlag zwei Tage später seinen Verletzungen.
1968 führte R. G. Harrison von der Universität Liverpool Röntgenuntersuchungen der Mumie Tutanchamuns durch. Während der Arbeiten im Tal der Könige kam es zu „seltsamen Vorfällen“, die nicht näher bezeichnet wurden, und in Kairo fiel der Strom aus. Eine in enger Verbindung zum Forschungsteam stehende Person, deren Namen Harrison nicht nennen wollte, verstarb.

### 1992 und 2005
Als 1992 ein Filmteam der BBC einen Dokumentarfilm über Tutanchamun drehte, kam es an den Original-Schauplätzen immer wieder zu merkwürdigen Unfällen.
Mit der Untersuchung der Mumie Tutanchamuns mittels CT-Untersuchung im Jahr 2005 war auch in diesem Zusammenhang wieder vom Fluch des Pharao die Rede, da die Mumie hierfür aus dem Grab geholt werden musste. Sie sollte nicht dem Tageslicht ausgesetzt werden; zudem hatten viele Ägypter aus Angst vor dem Fluch gegen die Untersuchung protestiert. Deshalb fand die Untersuchung nachts statt. Es ereigneten sich allerdings tatsächlich einige Unannehmlichkeiten für das Untersuchungsteam: Ein Sandsturm brach los; es fing an zu regnen, was in dieser Region selten vorkommt; das Auto mit dem Computertomographen hatte beinahe einen Unfall, und das Gerät selbst fiel für zwei Stunden aus.

### Weitere Opfer
Zu weiteren Opfern unter vielen galt der Freund eines Touristen, der die Grabkammer betreten hatte und in Kairo von einem Taxi überfahren worden war. Auch der Kurator der Ägyptischen Abteilung des Britischen Museums zählte zu den angeblichen Opfern des Fluches, obwohl er in seinem Bett starb. Ein Angestellter des Britischen Museums soll beim Etikettieren von Gegenständen aus dem Grab tot umgefallen sein. Allerdings gibt es in diesem Museum keine Gegenstände aus dem Grab Tutanchamuns – und gab es auch nie.

## Auswirkungen des Glaubens an diesen Fluch
Der Fluch des Pharao beherrschte nach den Ereignissen nach der Graböffnung und Lord Carnarvons Tod die weltweite Presse und löste Vorfälle aus, die an Hysterie grenzten. Obwohl kein Grund zur allgemeinen Beunruhigung bestand, trafen im Britischen Museum danach viele Pakete mit ägyptischen Antiquitäten ein. Eine Vielzahl der Absender äußerte, Carnarvon sei sicher vom Ka Tutanchamuns getötet worden. Obwohl ein Sprecher des Museums verkündete, dass diese Ängste völlig unbegründet seien, erhielt die ägyptische Abteilung des Museums weiterhin ägyptische Artefakte, aber auch Hände und Füße von Mumien.

## Vermutungen und Theorien
Nicht nur die Sterbedaten der mit dem Grab in Verbindung stehenden Personen wurden untersucht und analysiert, sondern es wurde auch nach wissenschaftlichen Erklärungen für die „Häufungen der Todesfälle“ gesucht.
Als eine Ursache für Lord Carnarvons Tod wurde neben dem Fluch Gift vermutet, das auf Grabgegenständen aufgetragen worden war. Diese Theorie geht auf Ralph Shirley von der Occult Review zurück. Bereits in den 1920er Jahren berichteten Artikel von tödlichen Bakterien im Grab, die zum Tode Carnarvons geführt haben sollen.
Philipp Vandenberg führt in seinem Buch Der Fluch der Pharaonen Beispiele zum möglichen Wissen der alten Ägypter über Antibiotika, pflanzliche Gifte und Rauschmittel und Bakterien an. Nicht nur dieses Wissen könnte zur Sicherung der Königsgräber gedient haben, sondern die ägyptischen Priester hätten im Laufe der Jahrhunderte spezielle Kenntnisse erworben, die zur Änderung der Schutzsysteme in den Gräbern geführt hätten. Der Fluch müsse also nicht zwangsläufig auf bekannte Mittel wie tödlich angebrachte Gifte zurückzuführen sein. Dass beispielsweise Haremhab das Grab des Tutanchamun unangetastet ließ, ist für ihn in dieser Hinsicht ein ausschlaggebender Punkt: Gift oder Bakterien im Grab hätten den letzten König der 18. Dynastie nicht von einer Grabplünderung abgehalten. Vandenberg wertet dies als Indiz dafür, es habe zur Zeit der Pharaonen ein Sicherungssystem für die Gräber und Mumien gegeben, bei dem allein der Besitz solcher Grabgegenstände tödliche Folgen gehabt hätte.

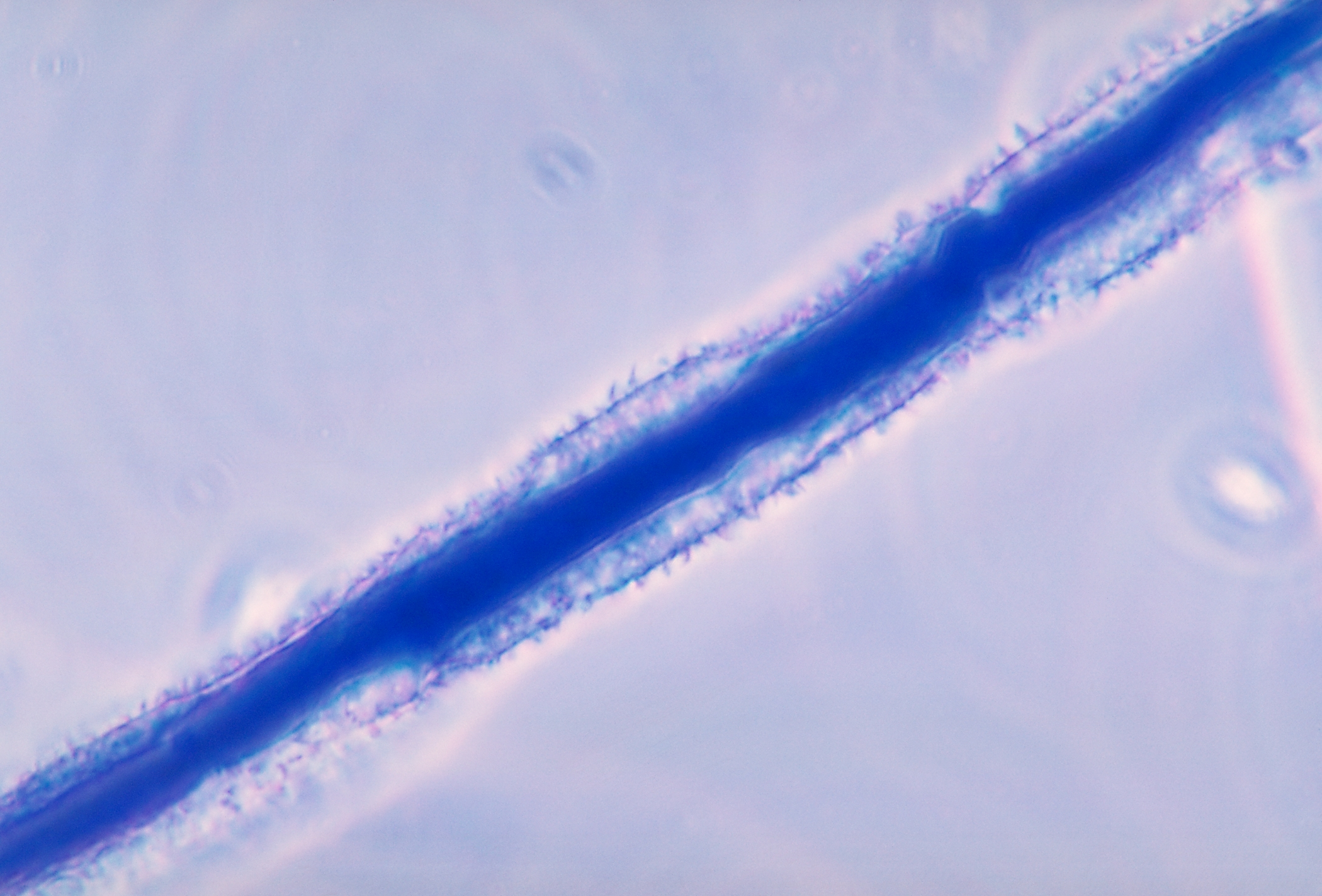
Aspergillus flavus

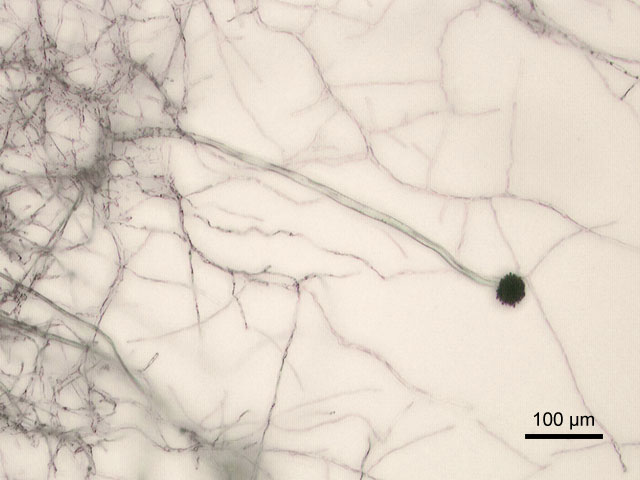
Aspergillus niger

1949 stellte der Atomphysiker Louis Bulgarini die Behauptung auf, die alten Ägypter hätten bereits den Atomzerfall gekannt und die dabei entstehende Strahlung zum Schutz der Gräber eingesetzt – ähnlich wie schon Doyle vermutet hatte.
Bereits 1962 vermutete Ezzeddin Taha einen Zusammenhang zum Schimmelpilz Aspergillus niger. Die bekannteste und neuere Theorie ist jedoch die des Aspergillus flavus, die in den 1980er Jahren durch die Dokumentationsreihe Terra X sehr großen Bekanntheitsgrad erreichte. Der Pilz sei wegen seiner lebensgefährlichen Wirkung von den alten Ägyptern zum Schutz des Grabes in dieses gebracht worden. Der Theorie zufolge sollen die Pilze der Aspergillus-Gruppe, die nicht nur im Grab Tutanchamuns nachgewiesen worden waren, für alle Krankheits- und Todesfälle der verschiedenen Epochen im Zusammenhang mit weltweiten Graböffnungen verantwortlich sein.

## Erklärungen und Widerlegungen
Die zeitgenössische Presse forcierte nach Carnarvons Tod aufgrund unterschiedlicher Äußerungen während der weiter voranschreitenden Arbeiten am Grab des Tutanchamun die Vorstellung des „Fluchs“. Sowohl zu dieser Zeit, in den nachfolgenden Jahren und in der Gegenwart gab es Befürworter des Übernatürlichen auf der einen Seite, auf der anderen Seite Skeptiker, die sich mit Recherchen, wissenschaftlichen Untersuchungen und Statistiken gegen die angebliche Existenz oder Wirksamkeit des Fluchs wenden.

### Analysen der Sterbedaten
Der deutsche Ägyptologe Georg Steindorff arbeitete 1933 im Rahmen einer Monografie heraus, dass die meisten der mit dem Fluch in Verbindung gebrachten Opfer im Alter von 70 bis 80 Jahren verstarben. Der australische Forscher Mark Nelson von der Monash University wiederum analysierte die Lebensläufe und Teamzugehörigkeiten der Mitarbeiter Carters von 1923 bis 1926. Er kam zu dem Ergebnis, dass die bei der Graböffnung aktiv Beteiligten keinem höheren Risiko ausgesetzt waren als die nur bei den Expeditionen mitwirkenden Personen. Es besteht kein Hinweis darauf, dass sich die Ausgrabungen negativ auf die zu erwartende Lebenszeit der „Grabschänder“ ausgewirkt hätten. Vielmehr ist die britische Presse ihrer Sensationssucht erlegen, indem sie das Ideengut von Louisa May Alcotts Roman Lost in a Pyramid: The Mummy’s Curse und ähnlicher literarischer Werke aufgriff.
Der amerikanische Ägyptologe Herbert E. Winlock, von 1932 bis 1939 Direktor des Metropolitan Museum of Art, legte 1934 eine Statistik zu den Ereignissen und Todesfällen an. Diese Aufzeichnungen enthielten Sterbedatum und Todesursache und zeigten ein völlig anderes Bild über die Zeiträume der Ereignisse nach Graböffnung. Nach jeder neuen Zeitungsmeldung, laut der es ein neues Opfer des Fluches gegeben habe, schickte er eine Richtigstellung an die entsprechende Zeitung. So starben von den 26 bei der Graböffnung anwesenden Personen sechs innerhalb von 10 Jahren; von 22 Personen, die bei der Öffnung des Sarkophages zugegen waren, starben zwei; von 10 Personen, die beim Auswickeln der Mumie anwesend waren, erlag keine dem „Fluch“.
Howard Carter starb 1939 im Alter von 64 Jahren; Harry Burton, der Fotograf, starb 1940 im Alter von 60 Jahren; Lady Evelyn, Lord Carnarvons Tochter, die das Grab als eine der ersten betreten hatte und auch der Öffnung der Grabkammer beiwohnte, starb 1980 im Alter von 78 Jahren. Anderen Mitgliedern des Ausgrabungs-Teams war ebenfalls ein langes Leben beschieden: Percy E. Newberry, ein Freund von Carter und dessen Mentor, starb 1949 im Alter von 80 Jahren; Sir Alan Gardiner, der die Grabinschriften studierte, starb 1963 im Alter von 84 Jahren.

### Naturwissenschaftliche Erwägungen
Grundsätzlich kommen Ansammlungen giftiger Gase oder von Krankheitserregern (Schimmelpilz-Sporen als Keime oder eher als Allergene) in Betracht und werden in der Praxis auch beachtet. Zweifelhaft ist hingegen, dass konkret Besucher des Grabes oder Teilnehmer an den Untersuchungen aus solchen Gründen gestorben wären. Nach den statistischen Betrachtungen, und nachdem die Todesursachen der Beteiligten zumeist bekannt und nicht ungewöhnlich sind, besteht auch wenig Bedarf für Erklärungen aus der Beschaffenheit des Grabes und der Mumie.
Aspergillus flavus/niger:
Der australische Schwarzschimmelforscher John Pitt führt hierzu aus: 

„Es ist jedenfalls ausgeschlossen, dass die Sporen auch nur hundert Jahre in einem trockenen Grab überleben können. Außerdem sind Aspergillus-Sporen wirklich überall zu finden, und falls sie gefunden wurden, könnten sie das Grab zu jeder x-beliebigen Zeit kontaminiert haben.“

Der Schimmelpilz kann sich zwar im menschlichen Körper dauerhaft einnisten, wenn er über lange Zeit hinweg eingeatmet wird, doch dann auch nur, wenn die betreffende Person bereits zuvor krank war.
Gifte:
Die Theorie über Gifte im Grab wurde bereits in den zwanziger Jahren von Algernon Blackwood, einem vielgelesenen Schriftsteller, in Zweifel gezogen: „Wie kommt es dann wohl, dass das Gift nur bei einer Person wirkte?“ Auf diese Frage folgte die nächste Theorie: die Hohepriester sollten damals auf einige Grabbeigaben Gift gestrichen haben – und ausgerechnet Lord Carnarvon hatte einen dieser Gegenstände berührt. Ein französischer Professor hielt Howard Carter für schuldig am Tod Carnarvons und erklärte, weswegen Carter nicht auch von dem Fluch betroffen gewesen sei: Er sei ein Experte gewesen, der gewusst habe, welche Gegenstände im Grab berührt werden durften und welche nicht.
Strahlung:
Radioaktivität im Grab oder an Gegenständen des Grabes konnte nicht nachgewiesen werden.

### Rationale Erklärungen für die Ereignisse nach Carnarvons Tod
- Der Kanarienvogel war keineswegs am Tag der Sargöffnung von einer Kobra verschlungen worden: Howard Carter hatte das Tier bei einer Bekannten zur Pflege untergebracht.[34]
- Stromausfälle in Kairo waren selbst Jahrzehnte nach Lord Carnarvons Tod noch sehr häufig der Fall.[34] Dass sein Todeszeitpunkt mit einem Stromausfall zusammen fiel, gab dem Ereignis zwar etwas Mysteriöses, war aber Zufall und hatte nichts mit seinem Tod zu tun.
- Der Hund Carnarvons starb nicht zur gleichen Zeit wie der Lord, sondern vermutlich erst vier Stunden später.[34]
- Über Douglas E. Derry, der die Mumie Tutanchamuns untersuchte, und Alfred Lucas, den Chemiker vor Ort im Tal der Könige, der Derry assistierte, wurde berichtet: „Die Obduktion Tut-ench-Amuns am 11. November 1925 im anatomischen Institut der Kairoer Universität hatte tragische Folgen: Alfred Lucas erlag bald darauf einem Herzanfall. Wenig später starb Professor Derry, der den ersten Schnitt an der Mumie Tut-ench-Amuns ausgeführt hatte, an Kreislaufversagen.“ (Vandenberg)[31] Tatsächlich starben aber beide erst sehr viele Jahre später. Derry starb 1969 im Alter von 87 Jahren,[28] Lucas 1945 (oder 1950)[35] im Alter von 79 Jahren.
- Die Mumie Tutanchamuns wies keine Verletzung im Gesicht auf, die auf einen Moskitostich hingewiesen hätte.
- Fast alle der angeblichen Opfer waren älter oder hatten bereits gesundheitliche Einschränkungen, bevor sie nach Ägypten reisten. Lord Carnarvon beispielsweise war seit einem Autounfall 1901 in Deutschland ein kranker Mann, der zur Genesung und gesundheitlichen Stärkung regelmäßig nach Ägypten reiste. Auch George Jay Gould, ein Freund des Lords, war bereits vor seinen Aufenthalten in Ägypten krank und reiste zur Erholung in das Land. Howard Carter selbst litt seit der Ausgrabung bis zu seinem Tod (1939) unter verschiedenen gesundheitlichen Problemen, darunter Kopfschmerzen und Kreislaufbeschwerden.

## Bewertung
Howard Carter kommentierte bereits seinerzeit die Geschichten über den Fluch mit den Worten: “[…] all sane people should dismiss such inventions with contempt.” (deutsch: „Alle Menschen gesunden Verstandes sollten solche Erfindungen mit Verachtung abweisen.“)
Thomas Hoving, ehemaliger Direktor des Metropolitan Museum of Art in New York, schreibt 1978 hierzu: „Von dieser allgemeinen Warnung in der Schatzkammer abgesehen, war im Grab des Tut-ench-Amun kein wirklicher Fluch gefunden worden – und es war auch keiner zu erwarten“; und weiter: 

„Wenn es je einen Fluch gegeben hat, dann war er weder in Hieroglyphen geschrieben noch in Bildern ausgedrückt. Er entstammte nicht dem Munde des Pharaos und war auch nicht von den Priestern des Neuen Reiches ausgesprochen worden. Er war nicht als unvergängliches Gift in gewisse Gegenstände eingedrungen, sondern er wurde, wie so oft im Gefolge verblüffender Entdeckungen von unermesslichen Schätzen, aus der menschlichen Schwäche geboren.“

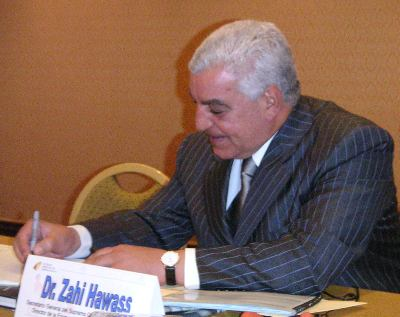
Zahi Hawass (August 2003)

Trotz Nachweisen für natürliche Erklärungen der Ereignisse und Todesfälle und richtiger Darstellungen der Umstände werden noch Anspielungen auf den Fluch des Pharao gemacht, wenn es sich um Ereignisse handelt, die mit dem Grab Tutanchamuns in Verbindung stehen. Renate Germer beschreibt dies sehr treffend: 

„Es ist aber wohl Überzeugungssache, ob man an die Wirksamkeit solcher Flüche glaubt oder nicht. Im Grab des Tutanchamun gab es auf jeden Fall keinerlei Texte, die einen solchen Fluch aussprachen.“

Zu den Vorfällen im Zusammenhang mit der CT-Untersuchung Tutanchamuns äußerte sich Zahi Hawass zum Fluch des Pharao zweifach: “I think we should still believe in the curse of the pharaohs, he said from the tomb of Tutankhamun”; und die Frage, ob auch er Angst vor dem Fluch des Pharao habe, beantwortete er ein anderes Mal mit einem Schweigen. Hawass soll selbst merkwürdige Erfahrungen mit Mumien gemacht haben.

## Der „Fluch“ in Literatur und Film
„Flüche aus dem alten Ägypten“ waren bereits vor der Entdeckung des Tutanchamun-Grabes Thema in der Literatur. So veröffentlichte die englische Schriftstellerin Jane C. Loudon 1828 ihren Roman The Mummy, der vom Rachefeldzug einer Mumie im 22. Jahrhundert handelt. 1869 baute die US-amerikanische Schriftstellerin Louisa May Alcott mit ihrem Roman Der Fluch der Mumie darauf auf. 1890 erschien die Kurzgeschichte The Ring of Thoth (deutsch Der Ring des Thoth) von Sir Arthur Conan Doyle, in der es um eine Mumie und seltsame Geschehnisse im Louvre geht. 1910 erschien der Roman The Mummy moves der Australierin Mary Gaunt.
Nach der Grabentdeckung und der Ereignisse, die anschließend zur Geschichte um den „Fluch des Pharao“ führten, war dieses Thema auch weiterhin in der Literatur präsent. So griff Agatha Christie zeitgenössisch das Motiv eines Fluches in Verbindung mit der Öffnung eines Königsgrabes zwei Jahre nach der Entdeckung von KV62 in der 1924 veröffentlichten Kurzgeschichte Das Abenteuer des ägyptischen Grabes (englisch The Adventure of the Egyptian Tomb) mit Hercule Poirot auf. Sie erwähnt in dieser Geschichte sogar kurz die Entdeckung des Grabes von Tutanchamun. In den 1970er Jahren thematisierten Victoria Holt mit Die Rache der Pharaonen und Jean Francis Webb mit Carnarvon’s Castle Geschichten um altägyptische Flüche.
Auch zahlreiche Filme nahmen das Thema von Grabflüchen und Mumien auf. Der bekannteste Horrorfilm aus der Zeit der Arbeiten am Grab des Tutanchamun ist Die Mumie mit Boris Karloff aus dem Jahr 1932. 1999 erfolgte eine Neuauflage dieses Films mit Brendan Fraser und Rachel Weisz, der 2001 mit Die Mumie kehrt zurück und 2008 mit Das Grabmal des Drachenkaisers fortgesetzt wurde. Ein Film, der Bezug auf König Tutanchamun und die Tontafel nimmt, ist King Tut – Der Fluch des Pharao (2006).

## Scherzhaft abgewandelte Bedeutung
Die Reisediarrhoe (Reisedurchfall) wird scherzhaft auch „Fluch des Pharao“ genannt, wenn sie bei touristischen Ägyptenreisen auftritt. Ursache sind schlicht Toxine verschiedener Bakterien, die am Reiseziel häufiger vorkommen als in der Heimat der Touristen. Ein weiterer begünstigender Umstand ist die Verbindung mit unzureichender Hygiene. Bei Mittel- und Südamerikareisen spricht man stattdessen von „Montezumas Rache“.